# Berstett
Berstett [bɛʁʃtɛt] est une commune française située dans la circonscription administrative du Bas-Rhin et, depuis le 1er janvier 2021, dans le territoire de la Collectivité européenne d'Alsace, en région Grand Est.
Cette commune se trouve dans la région historique et culturelle d'Alsace et se situe entre Saverne et Strasbourg.

## Géographie
| Gougenheim                | Wingersheim les Quatre Bans (Mittelhausen) Mittelschaeffolsheim | Olwisheim              |
| Kienheim Durningen        | Berstett                                                        | Eckwersheim Vendenheim |
| Schnersheim Truchtersheim | Pfettisheim                                                     | Lambertheim            |

### Hydrographie
La commune est dans le bassin versant du Rhin au sein du bassin Rhin-Meuse. Elle est drainée par le ruisseau le Landgraben, le ruisseau le Kolbsenbach et le ruisseau le Durningenbach,.
Le Landgraben, d'une longueur de 41 km, prend sa source dans la commune  et se jette  dans la Moder à Dalhunden, après avoir traversé onze communes. 

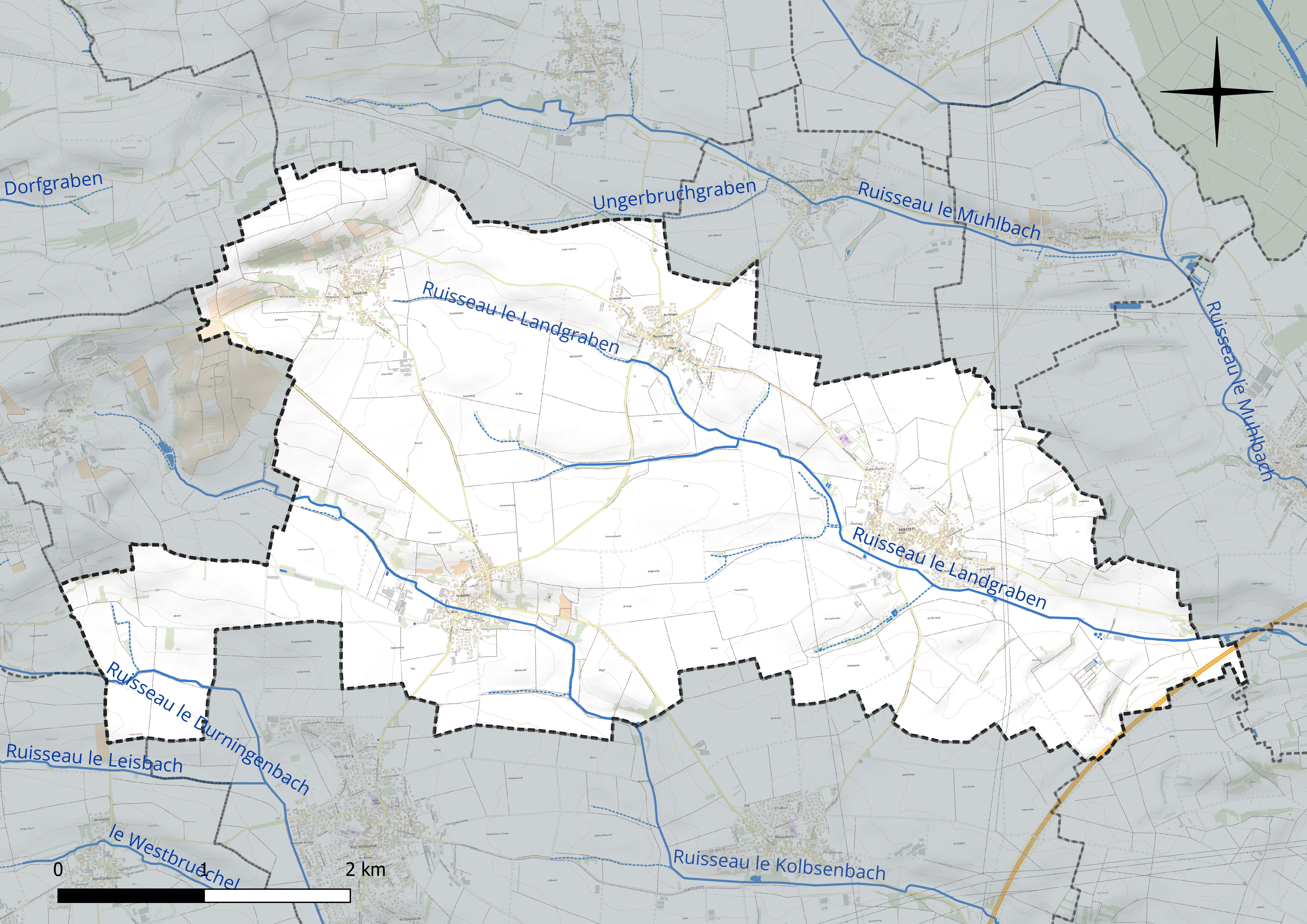
Réseau hydrographique de Berstett.

Le Kolbsenbach, d'une longueur de 11 km, prend sa source dans la commune de Kienheim et se jette  dans le Leisbach à Lampertheim, après avoir traversé cinq communes. 

### Climat
Pour des articles plus généraux, voir Climat du Grand Est et Climat du Bas-Rhin.
En 2010, le climat de la commune est de type climat des marges montargnardes, selon une étude du Centre national de la recherche scientifique s'appuyant sur une série de données couvrant la période 1971-2000. En 2020, Météo-France publie une typologie des climats de la France métropolitaine dans laquelle la commune est exposée à un climat semi-continental et est dans une zone de transition entre les régions climatiques « Vosges » et « Alsace ». 
Pour la période 1971-2000, la température annuelle moyenne est de 10,6 °C, avec une amplitude thermique annuelle de 17,8 °C. Le cumul annuel moyen de précipitations est de 724 mm, avec 9,3 jours de précipitations en janvier et 10,2 jours en juillet. Pour la période 1991-2020, la température moyenne annuelle observée sur la station météorologique de Météo-France la plus proche, « Waltenheim-sur-zorn », sur la commune de Waltenheim-sur-Zorn à 8 km à vol d'oiseau, est de 11,3 °C et le cumul annuel moyen de précipitations est de 652,2 mm. 
La température maximale relevée sur cette station est de 38 °C, atteinte le 7 août 2015 ; la température minimale est de −14,9 °C, atteinte le 20 décembre 2009,,. 
Les paramètres climatiques de la commune ont été estimés pour le milieu du siècle (2041-2070) selon différents scénarios d'émission de gaz à effet de serre à partir des nouvelles projections climatiques de référence DRIAS-2020. Ils sont consultables sur un site dédié publié par Météo-France en novembre 2022.

## Urbanisme

### Typologie
Au 1er janvier 2024, Berstett est catégorisée bourg rural, selon la nouvelle grille communale de densité à sept niveaux définie par l'Insee en 2022.
Elle est située hors unité urbaine. Par ailleurs la commune fait partie de l'aire d'attraction de Strasbourg (partie française), dont elle est une commune de la couronne,. Cette aire, qui regroupe 268 communes, est catégorisée dans les aires de 700 000 habitants ou plus (hors Paris),.

### Occupation des sols
L'occupation des sols de la commune, telle qu'elle ressort de la base de données européenne d’occupation biophysique des sols Corine Land Cover (CLC), est marquée par l'importance des territoires agricoles (92,5 % en 2018), en diminution par rapport à 1990 (93,6 %). La répartition détaillée en 2018 est la suivante : 
terres arables (87,6 %), zones urbanisées (7,5 %), zones agricoles hétérogènes (4,9 %), cultures permanentes (0,1 %). L'évolution de l’occupation des sols de la commune et de ses infrastructures peut être observée sur les différentes représentations cartographiques du territoire : la carte de Cassini (XVIIIe siècle), la carte d'état-major (1820-1866) et les cartes ou photos aériennes de l'IGN pour la période actuelle (1950 à aujourd'hui).

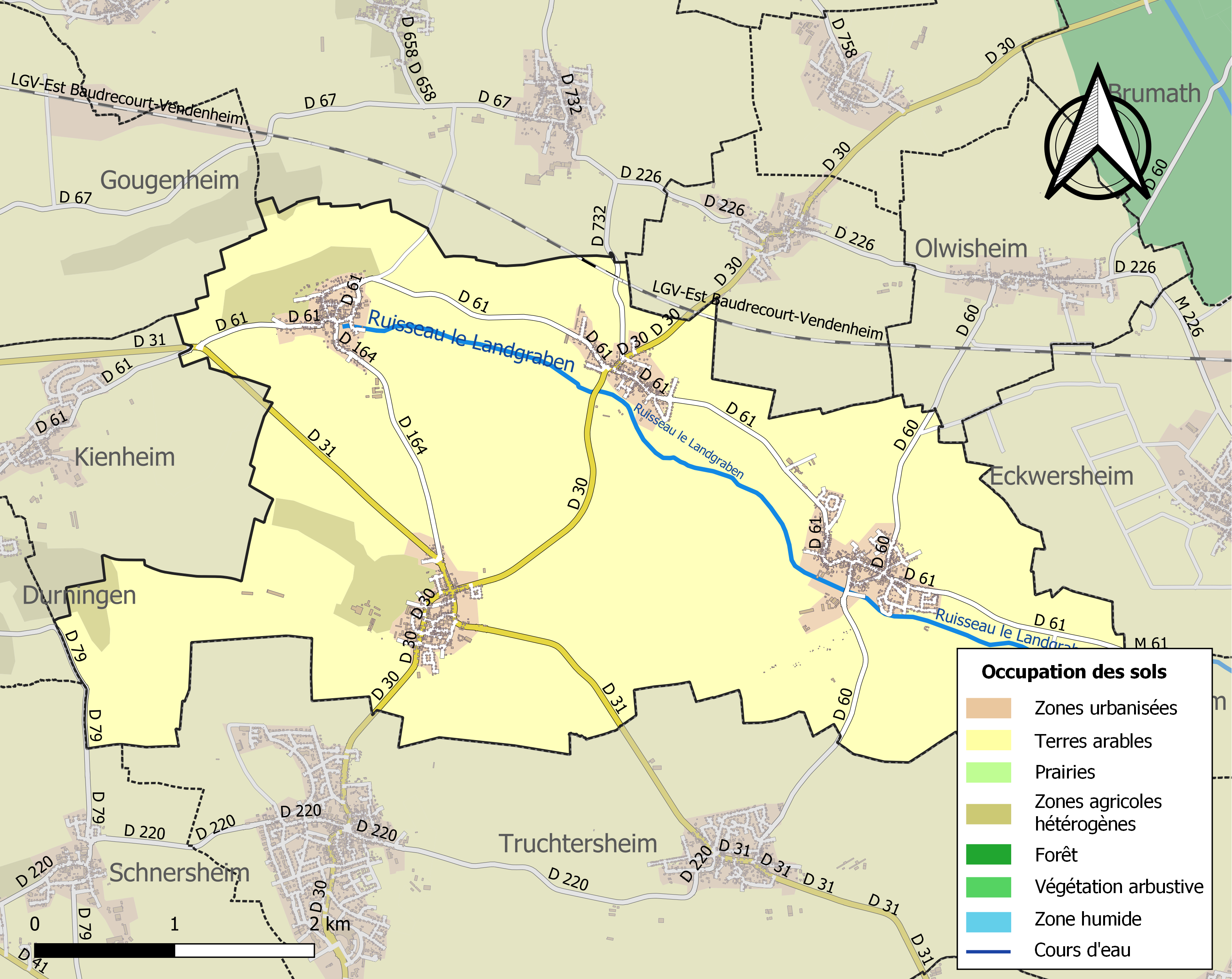
Carte des infrastructures et de l'occupation des sols de la commune en 2018 (CLC).

## Histoire
Les travaux d'archéologie préventive liés à la création du Grand Contournement de Strasbourg ont mis au jour sur le territoire une série de vestiges, présentés au public lors de l'exposition Un passé incontournable en 2025-2026.

Découvertes archéologiques
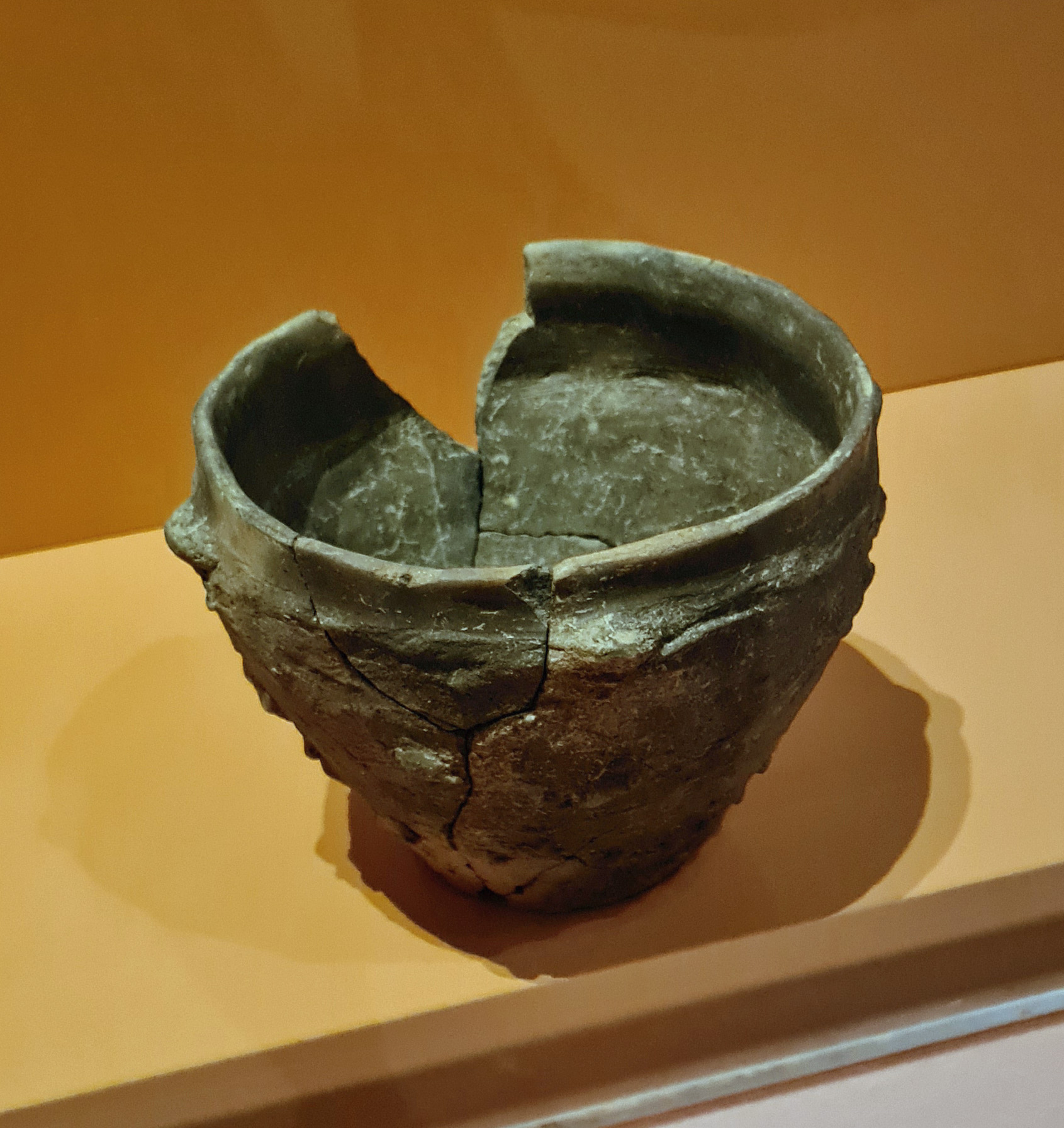
Pot ouvert à panse conique (âge du Bronze moyen).
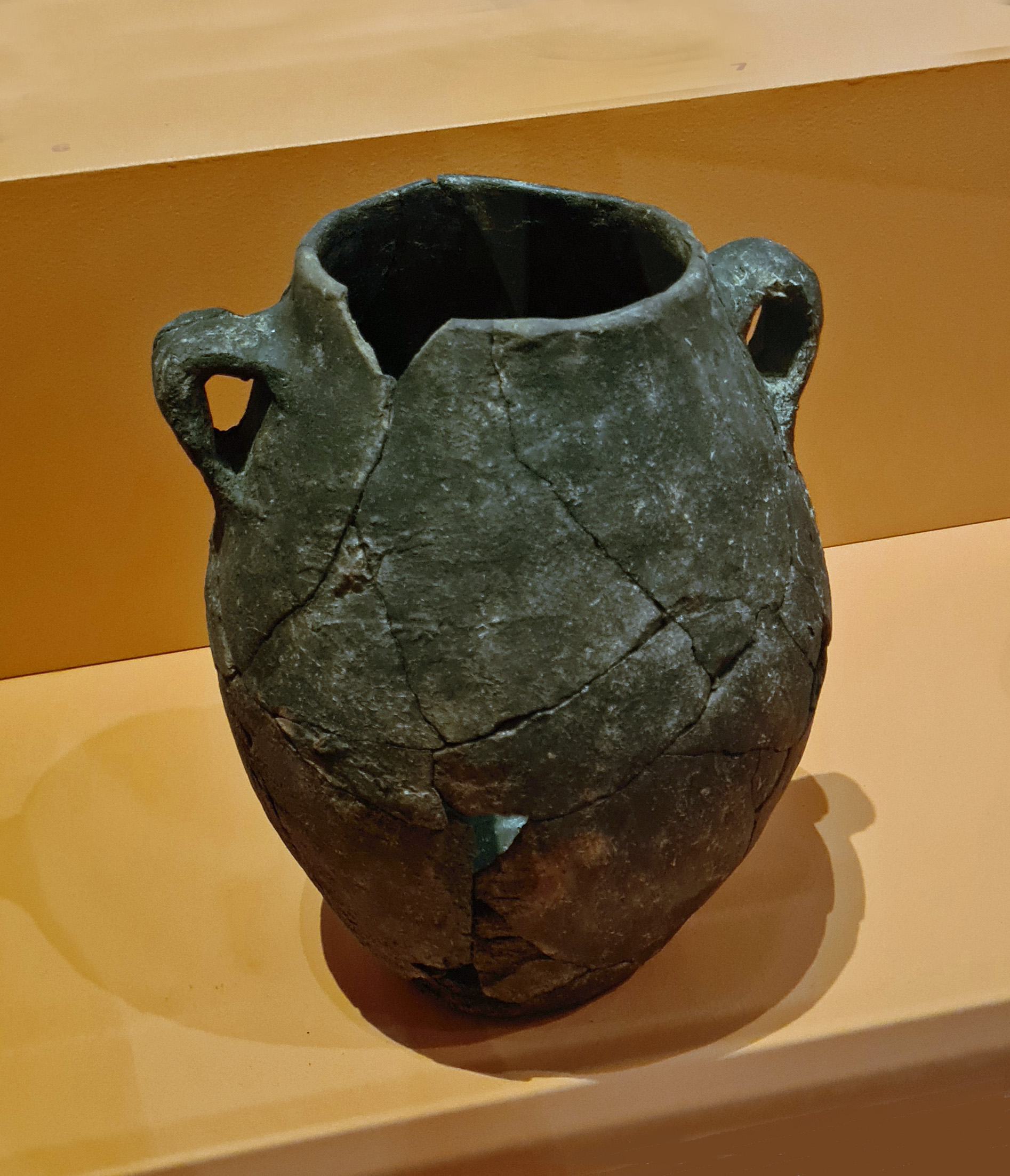
Pot à panse fuselée (âge du Bronze moyen).
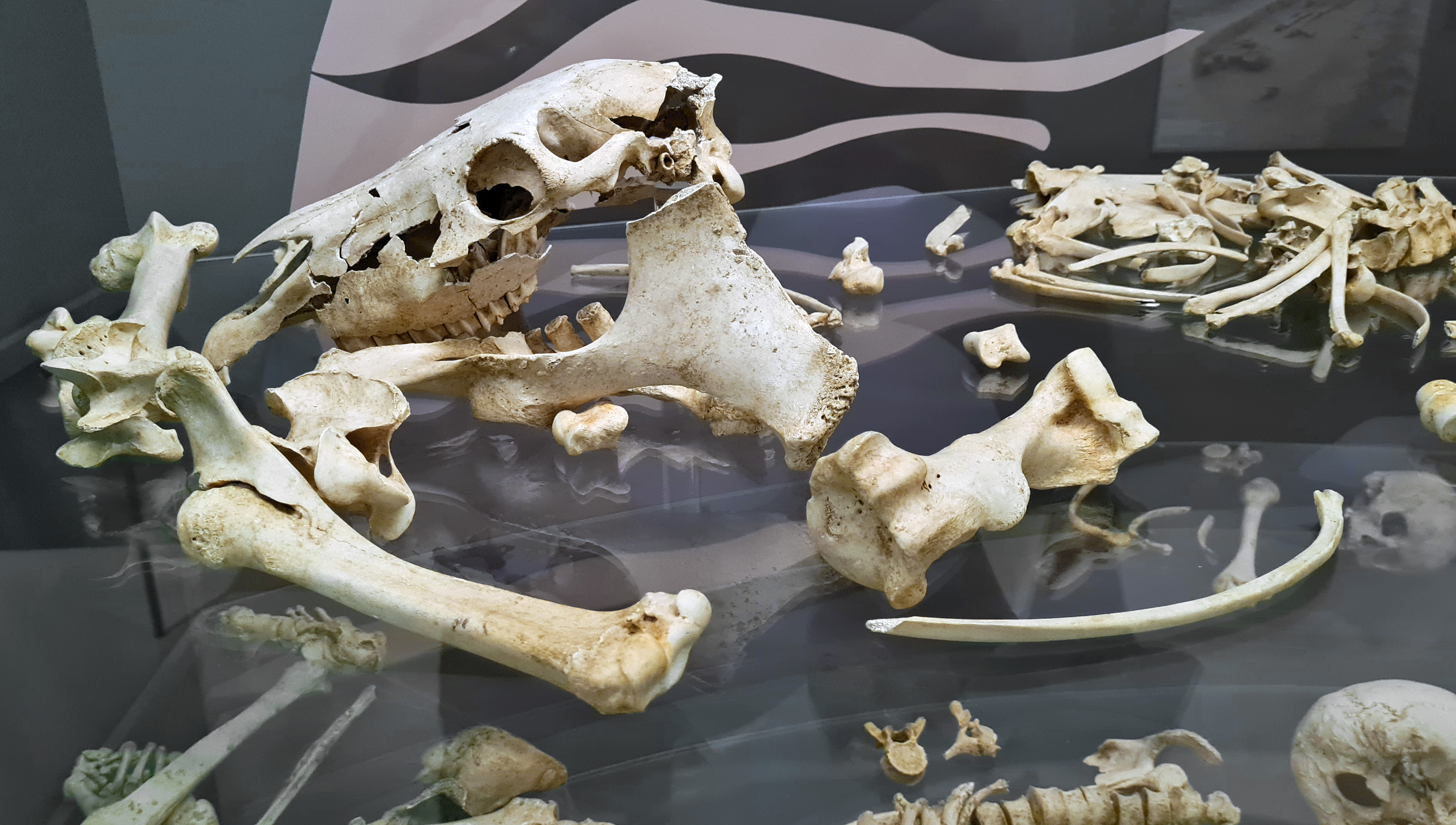
Dépôts humains et animaux, silo de Berstett (second âge du Fer).

La commune tient son nom d'une famille de nobles. Le château au sein duquel vivaient les Berstett fut mis a mal durant la guerre de Trente Ans. Il fut rebâti en 1742 avant d'être définitivement démoli à la Révolution. Cependant le portail du château subsista et est encore visible aujourd'hui. En 1972, les communes de Rumersheim, Berstett, Gimbrett et  Reitwiller ont fait l'objet d'une fusion-association, le siège de la nouvelle commune ayant été fixé à Berstett.

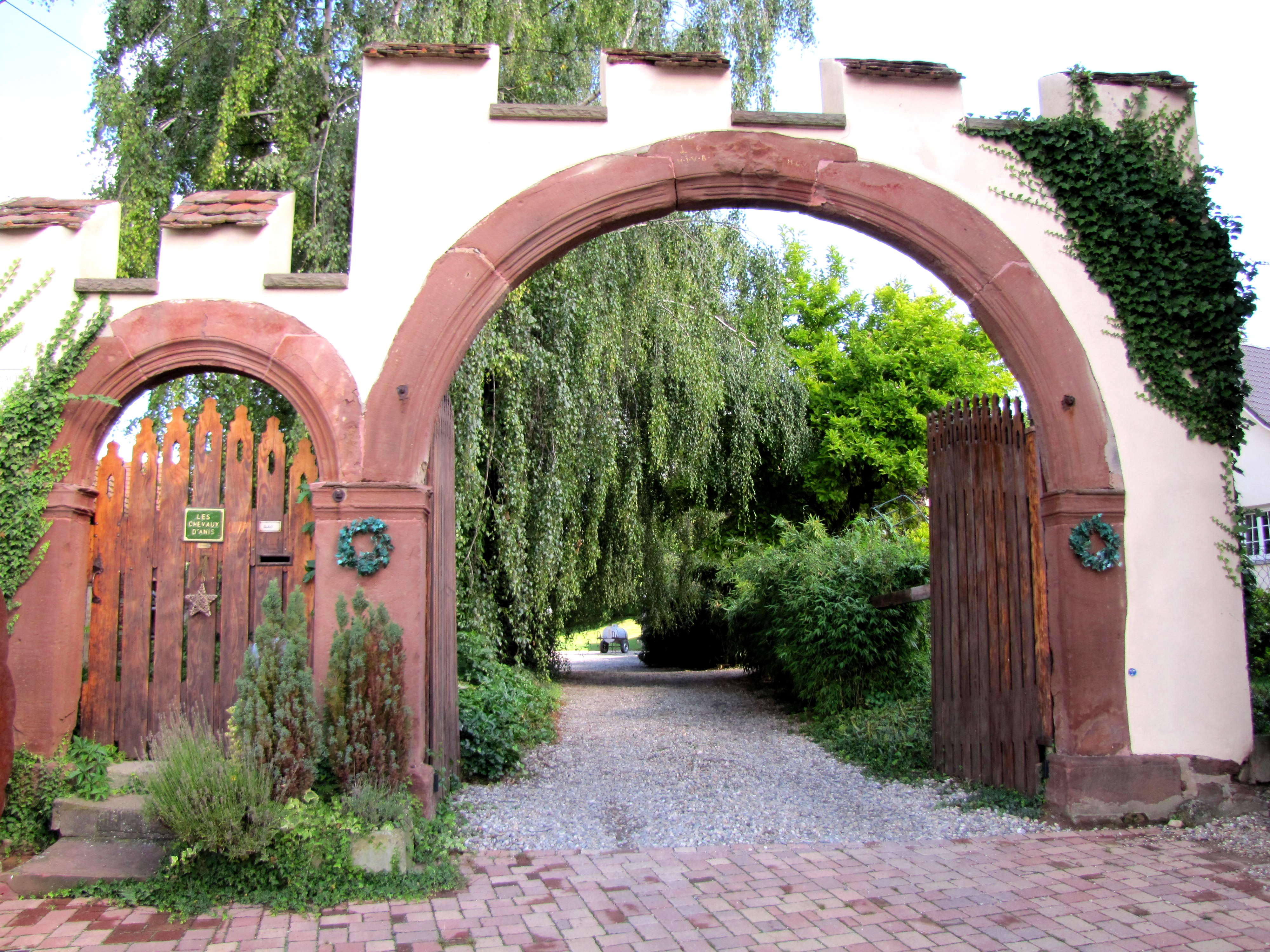
Berstett, portail de l'ancien château détruit à la Révolution.
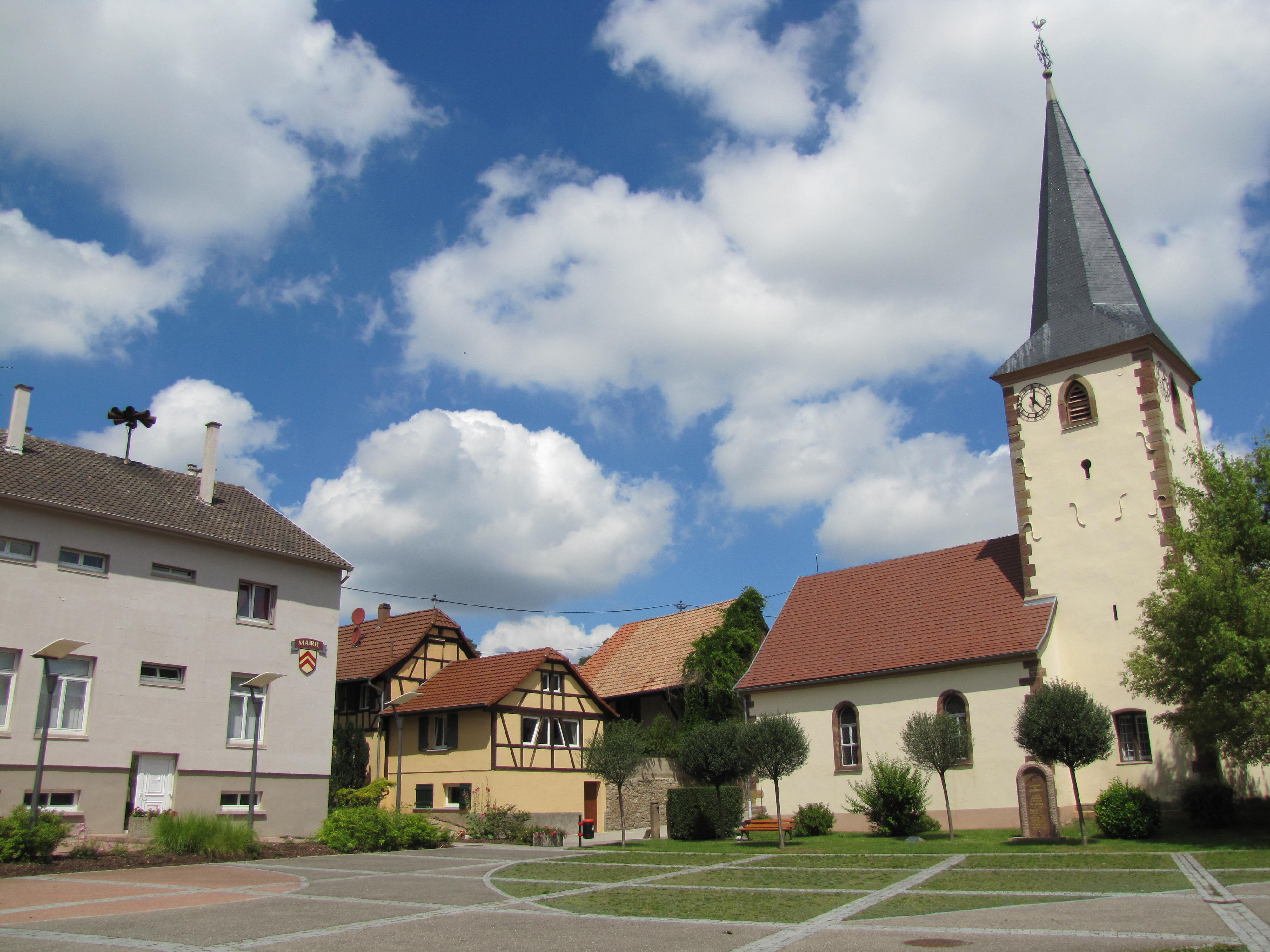
Gimbrett, mairie et église.
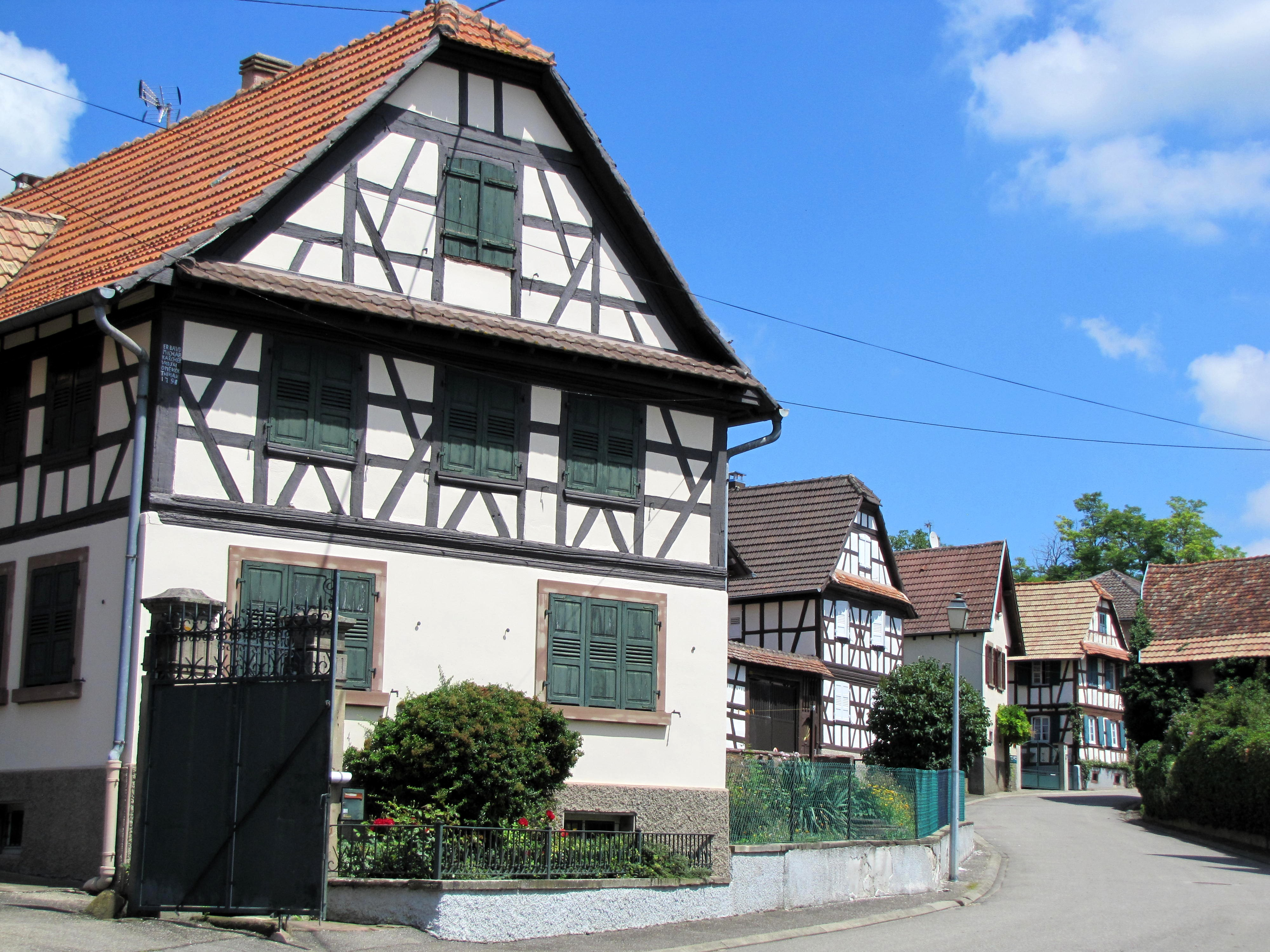
Reitwiller, rue de la Laiterie.
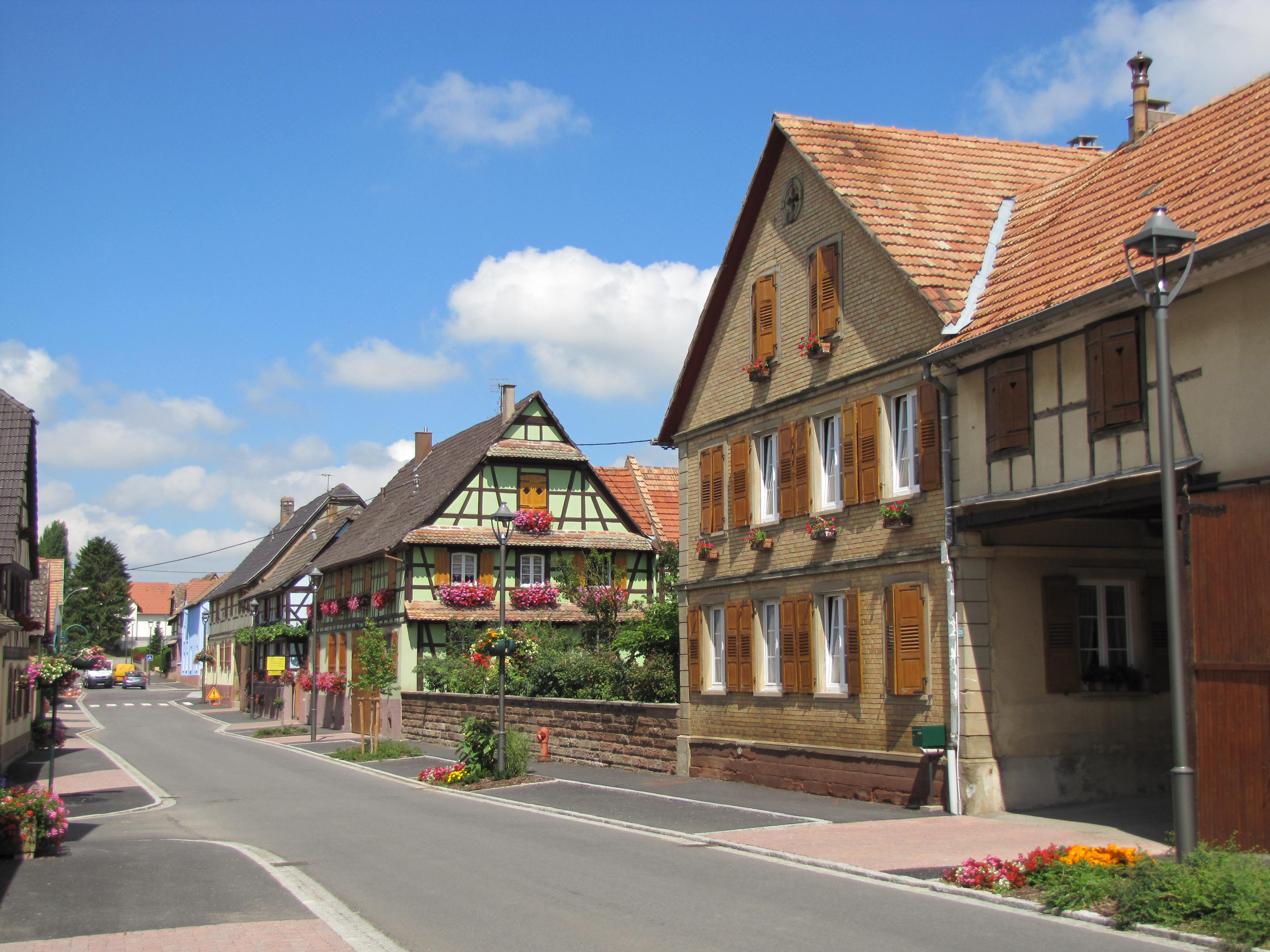
Rumersheim, rue Principale.

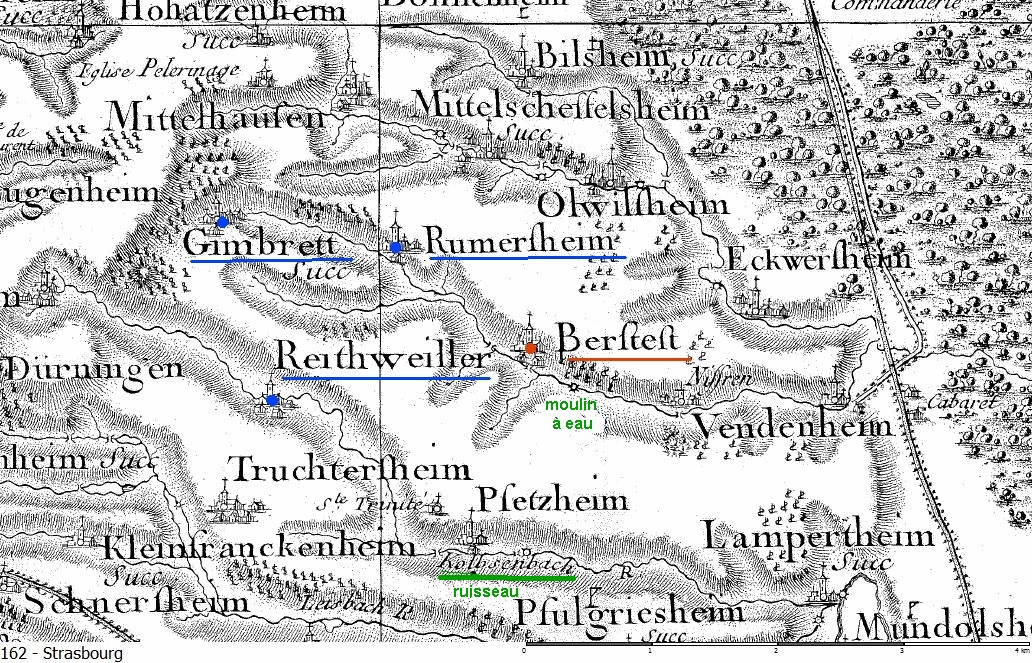
Carte de Cassini, vers 1750.

### Héraldique
| Blason de Berstett | Blason  | D'argent à l'ours debout de sable tenant de sa patte dextre une fleur de lys d'azur. |
| Blason de Berstett | Détails | Armes parlantes (Bär signifie « ours » en allemand).                                 |

## Politique et administration

### Liste des maires
| Période                                  | Période                   | Identité                                             | Étiquette | Qualité                                                            |
| ---------------------------------------- | ------------------------- | ---------------------------------------------------- | --------- | ------------------------------------------------------------------ |
| Les données manquantes sont à compléter. |                           |                                                      |           |                                                                    |
| 1967                                     | 1985                      | Rodolphe Quin                                        |           | Dirigeant de coopérative laitière                                  |
| Les données manquantes sont à compléter. |                           |                                                      |           |                                                                    |
| juin 1995                                | En cours (au 31 mai 2020) | Jean-Claude Lasthaus, Réélu pour le mandat 2020-2026 | DVD       | Administrateur 4e vice-président de la CC du Kochersberg (2012 → ) |

Pour la mandature 2020-2026 et compte tenu de la fusion des communes opérée le 1er avril 1972, les maires délégués sont les suivants :
- Gimbrett : Freddy Bohr
- Reitwiller : Anne-Marie Rohfritsch
- Rumersheim : Pierre Lux

## Démographie
L'évolution du nombre d'habitants est connue à travers les recensements de la population effectués dans la commune depuis 1793. Pour les communes de moins de 10 000 habitants, une enquête de recensement portant sur toute la population est réalisée tous les cinq ans, les populations de référence des années intermédiaires étant quant à elles estimées par interpolation ou extrapolation. Pour la commune, le premier recensement exhaustif entrant dans le cadre du nouveau dispositif a été réalisé en 2004.

En 2022, la commune comptait 2 474 habitants, en évolution de +2,02 % par rapport à 2016 (Bas-Rhin : +3,17 %, France hors Mayotte : +2,11 %).
| 1793 | 1800 | 1806 | 1821 | 1831 | 1836 | 1841 | 1846 | 1851 |
| ---- | ---- | ---- | ---- | ---- | ---- | ---- | ---- | ---- |
| 538  | 508  | 522  | 664  | 544  | 682  | 658  | 664  | 671  |

| 1856 | 1861 | 1866 | 1871 | 1875 | 1880 | 1885 | 1890 | 1895 |
| ---- | ---- | ---- | ---- | ---- | ---- | ---- | ---- | ---- |
| 666  | 654  | 658  | 650  | 662  | 673  | 649  | 677  | 671  |

| 1900 | 1905 | 1910 | 1921 | 1926 | 1931 | 1936 | 1946 | 1954 |
| ---- | ---- | ---- | ---- | ---- | ---- | ---- | ---- | ---- |
| 662  | 642  | 611  | 563  | 587  | 565  | 559  | 539  | 504  |

| 1962 | 1968 | 1975  | 1982  | 1990  | 1999  | 2004  | 2006  | 2009  |
| ---- | ---- | ----- | ----- | ----- | ----- | ----- | ----- | ----- |
| 451  | 436  | 1 274 | 1 527 | 1 679 | 1 919 | 1 981 | 2 053 | 2 287 |

| 2014  | 2019  | 2022  | - | - | - | - | - | - |
| ----- | ----- | ----- | - | - | - | - | - | - |
| 2 408 | 2 460 | 2 474 | - | - | - | - | - | - |

## Jumelages
Berstett est jumelée avec les villes de :
- Bollschweil (Allemagne) depuis le 27 octobre 1990 ;
- Drummondville (Québec) depuis le 5 juillet 1991 ;
- Ourondo (Portugal) depuis le 20 août 1999.

## Lieux et monuments

### Église catholique Saint-Georges de Rumersheim

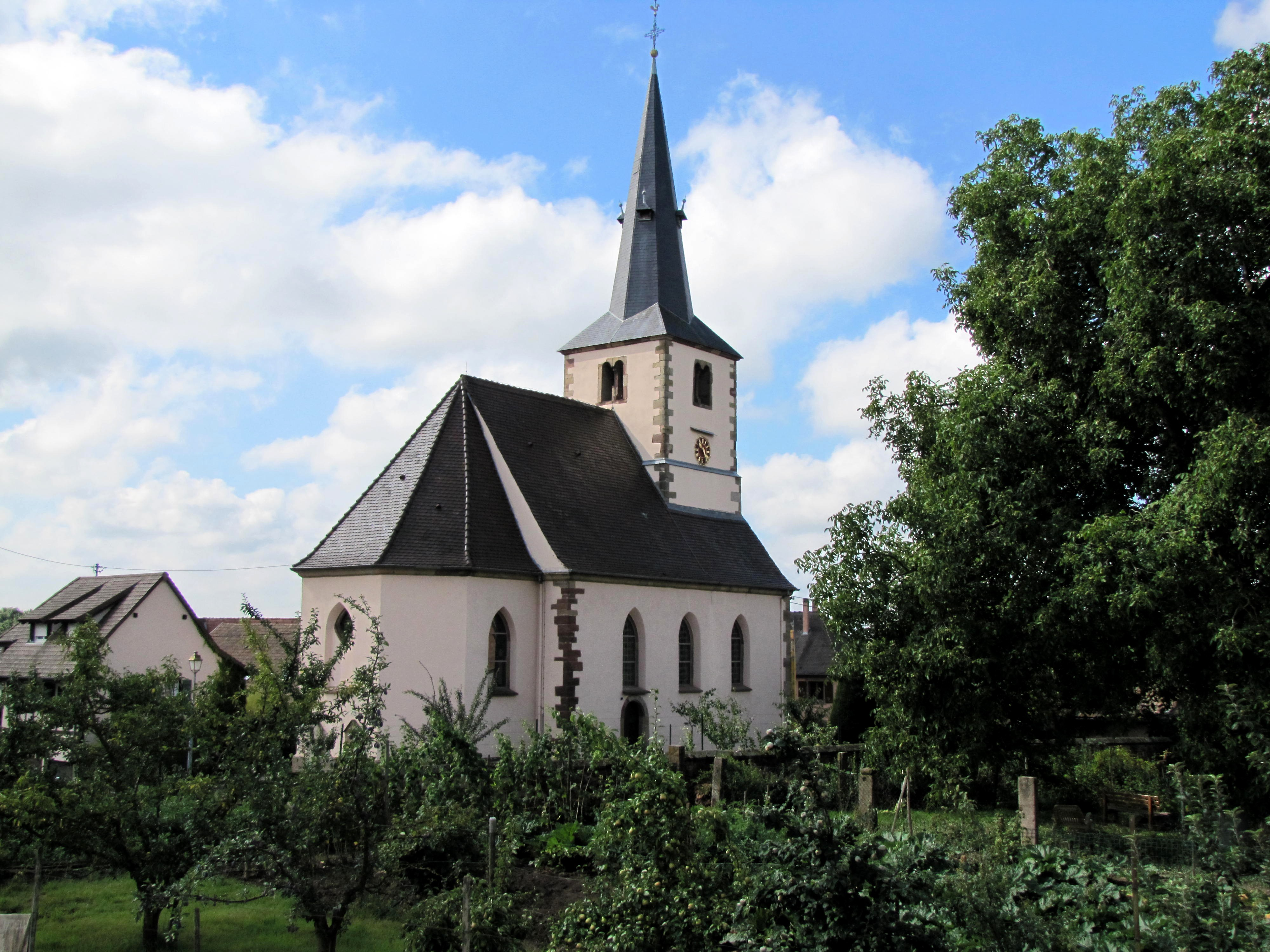
Église protestante de Berstett.
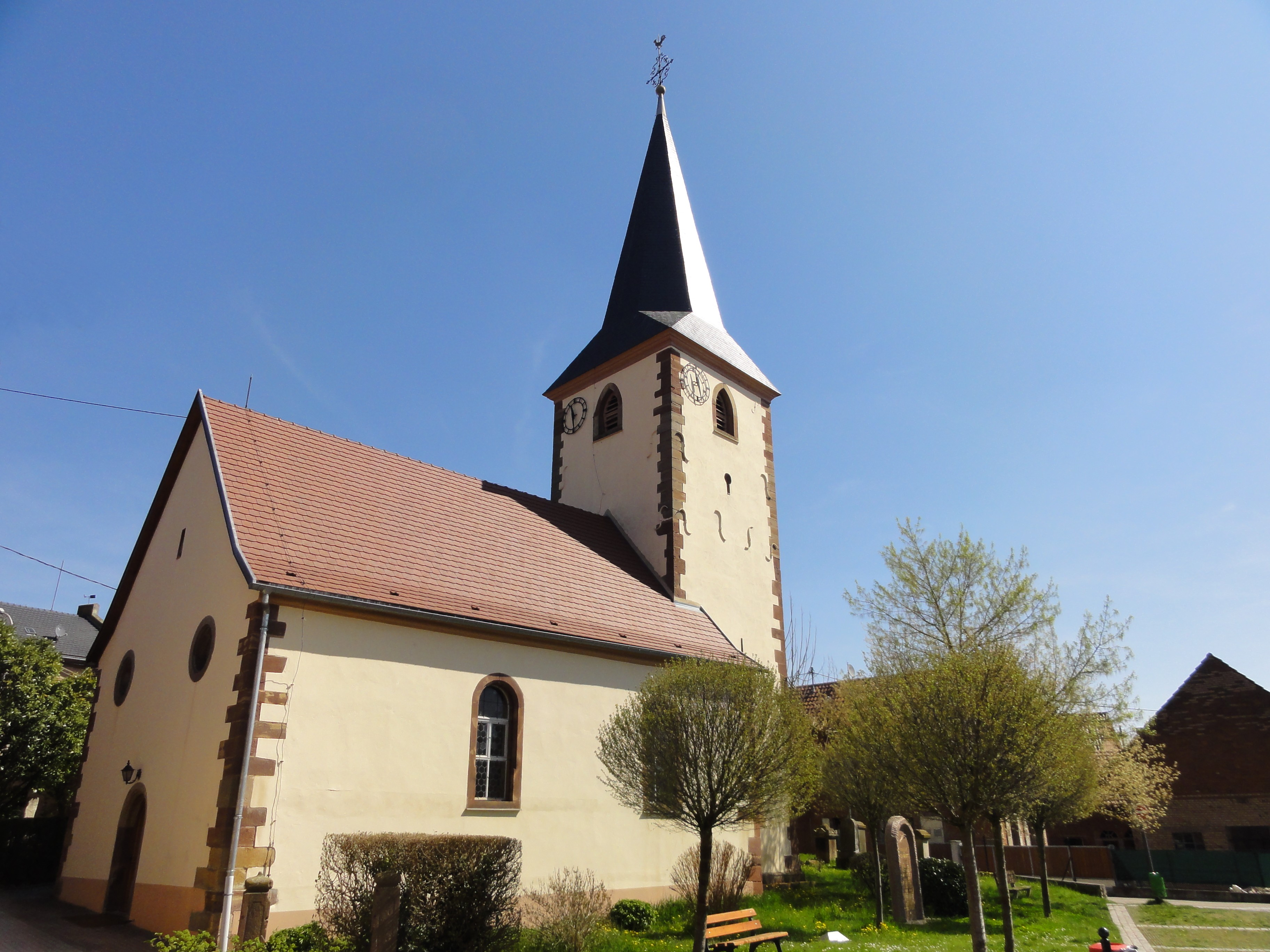
Église protestante de Gimbrett.
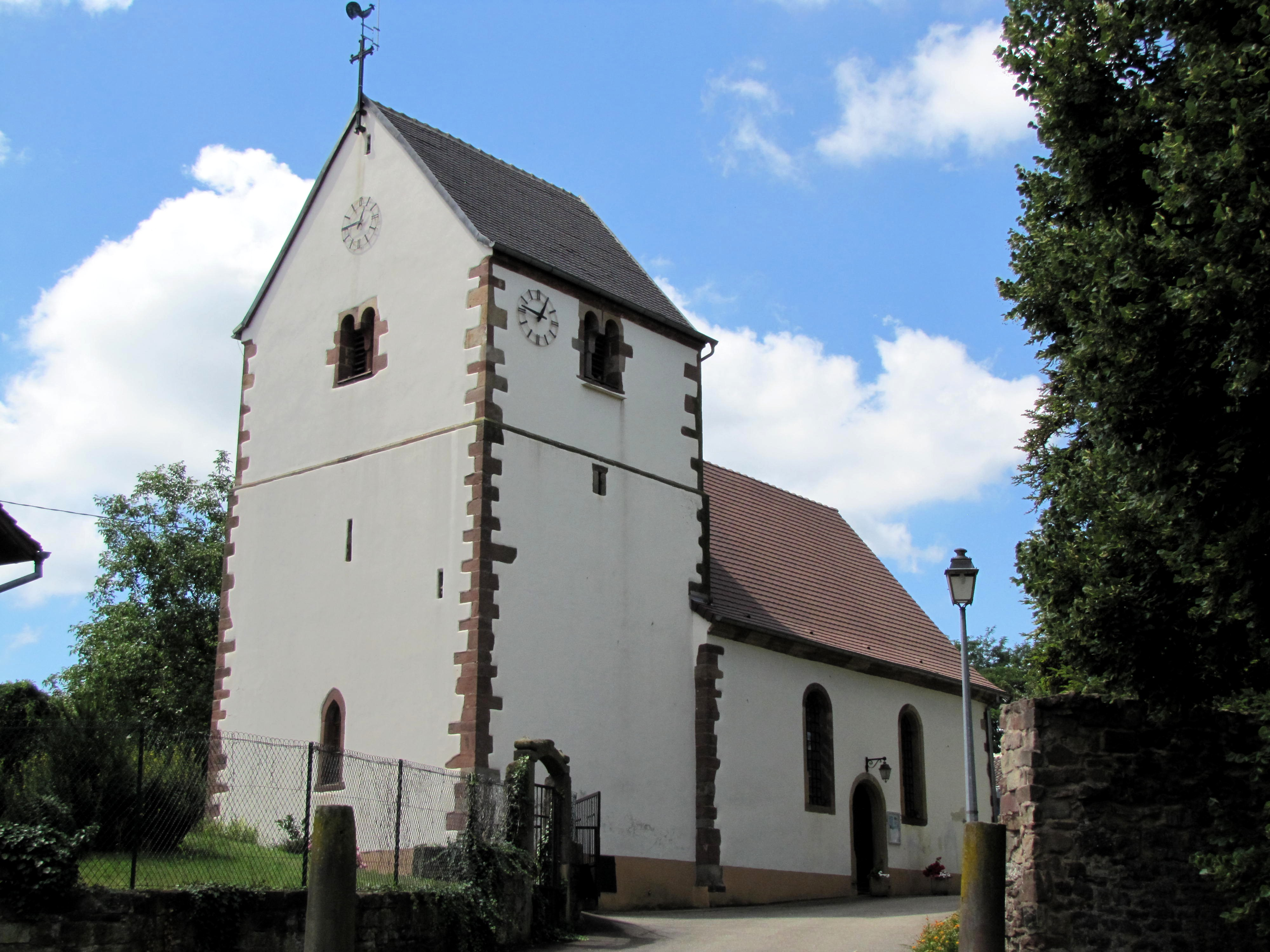
Église protestante Saint-Michel de Reitwiller.
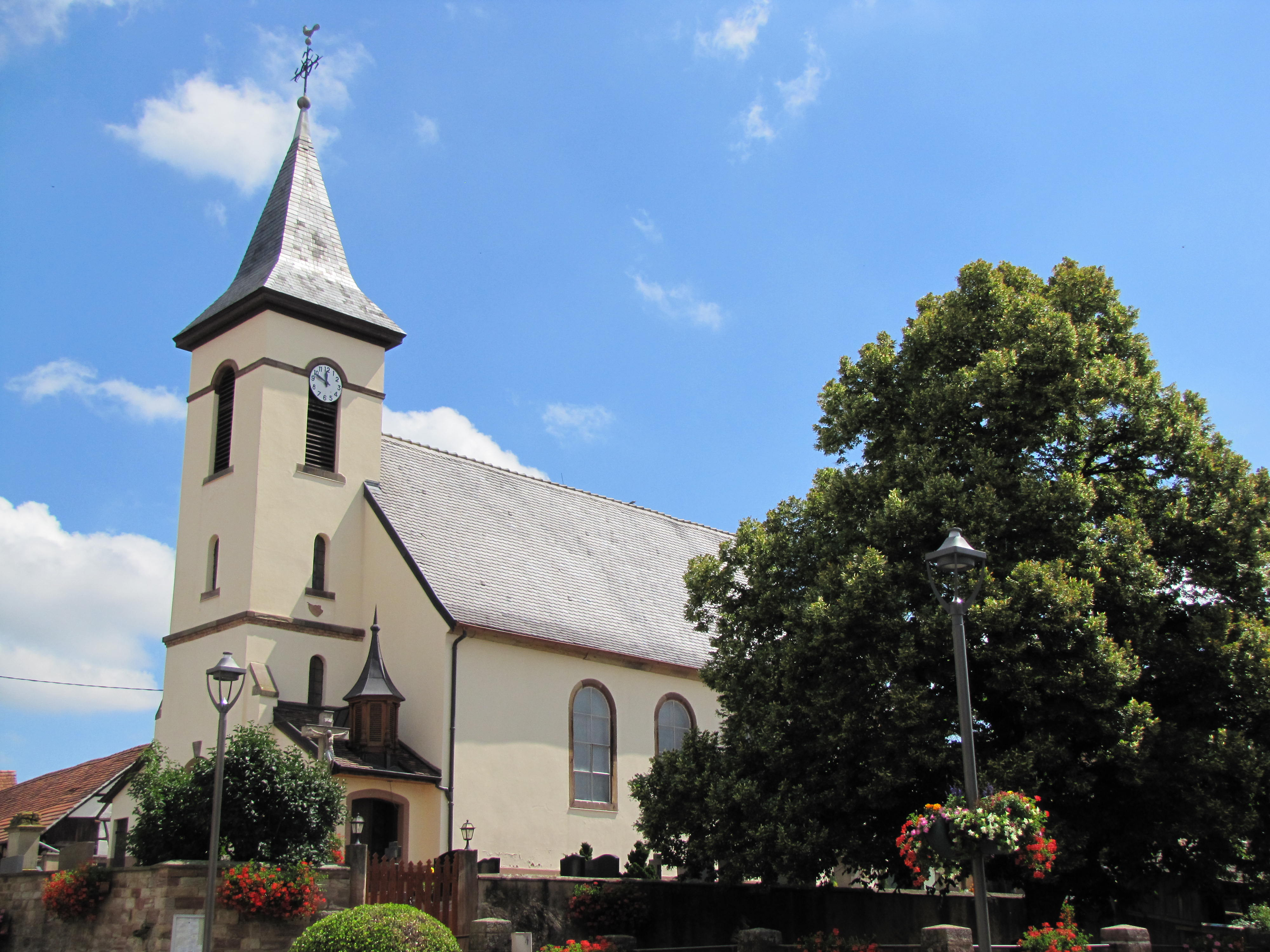
Église catholique Saint-Georges de Rumersheim.
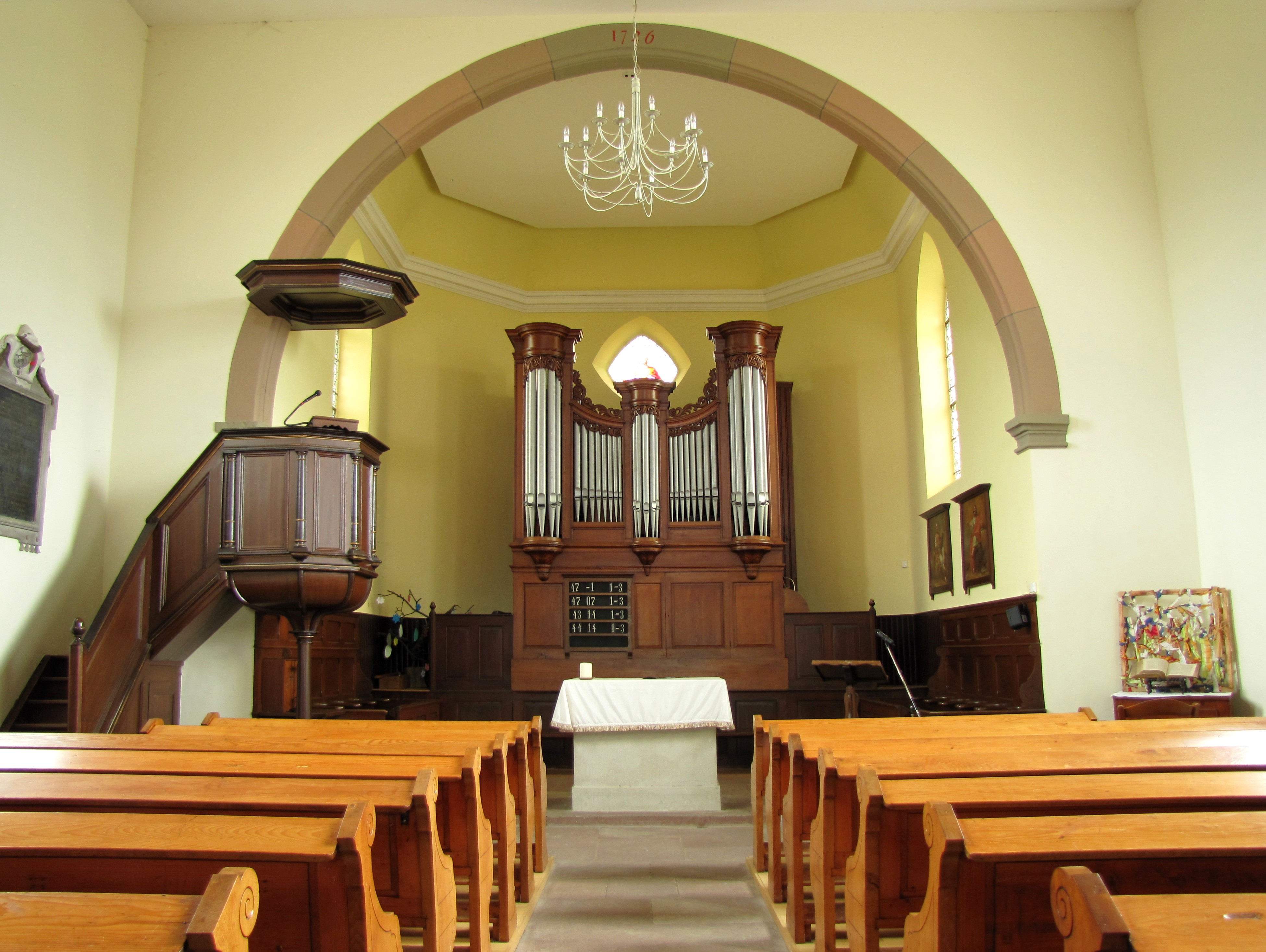
Intérieur de l'église protestante de Berstett.
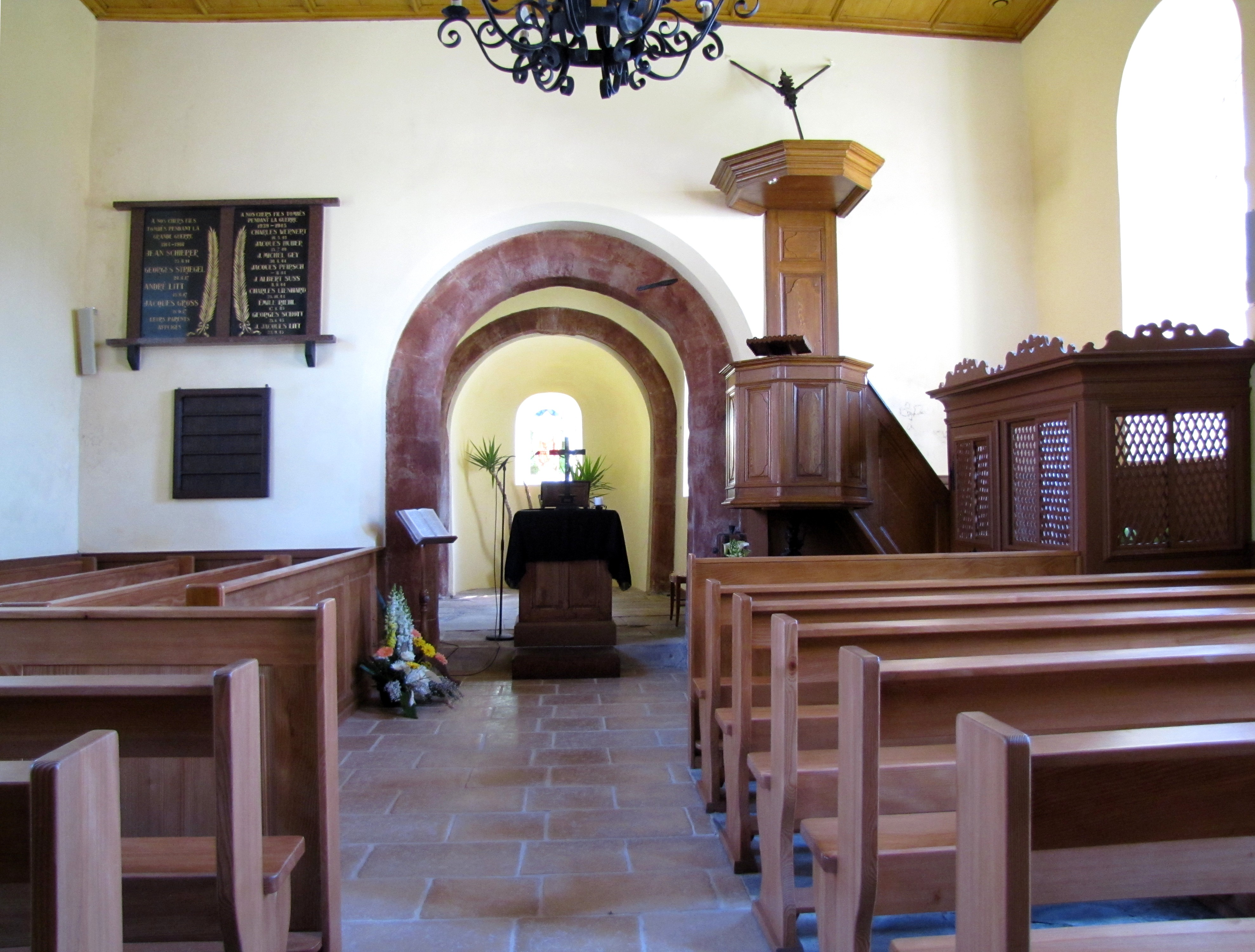
Intérieur de l'église protestante de Gimbrett.
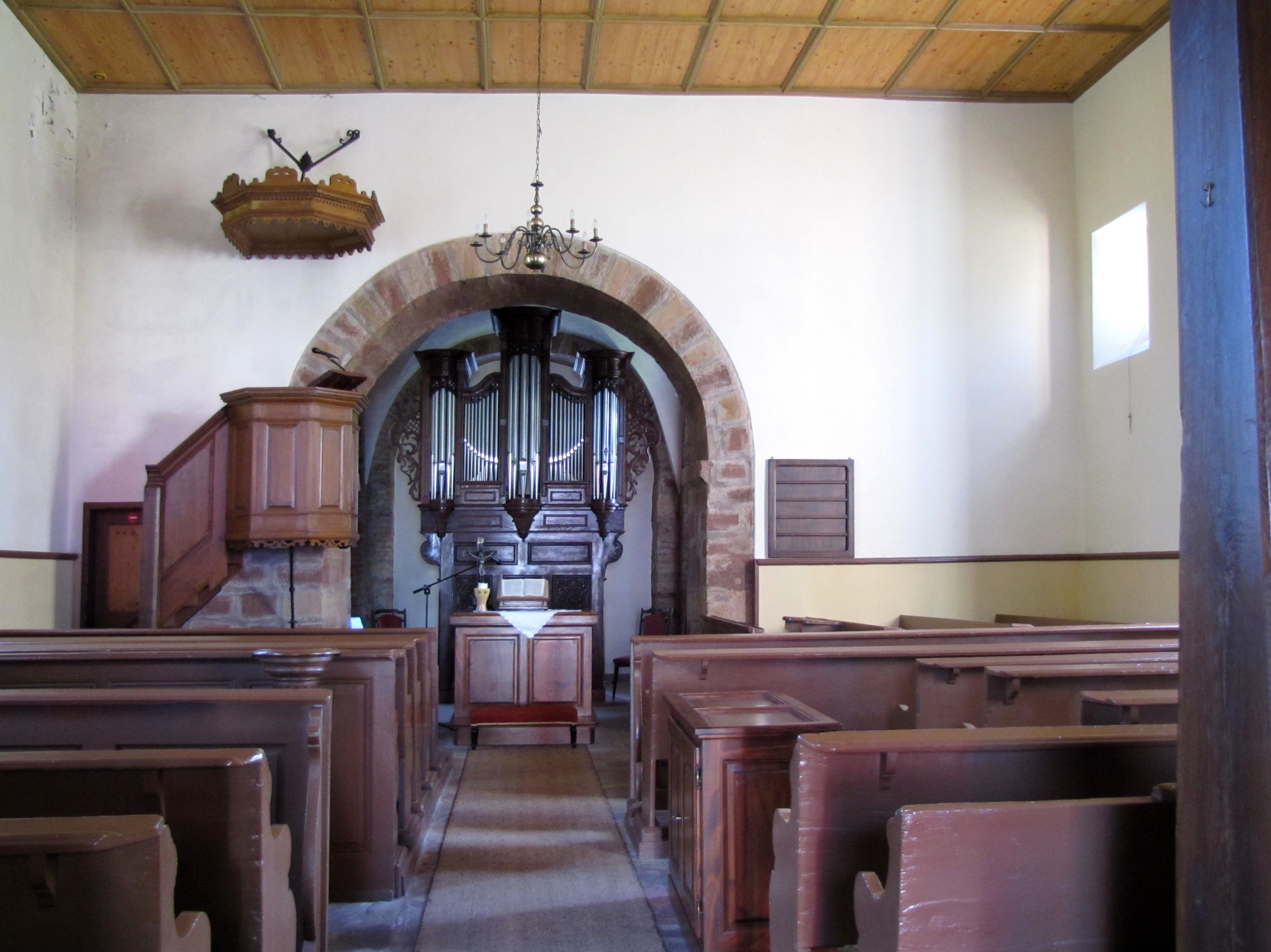
Intérieur de l'église protestante Saint-Michel de Reitwiller.
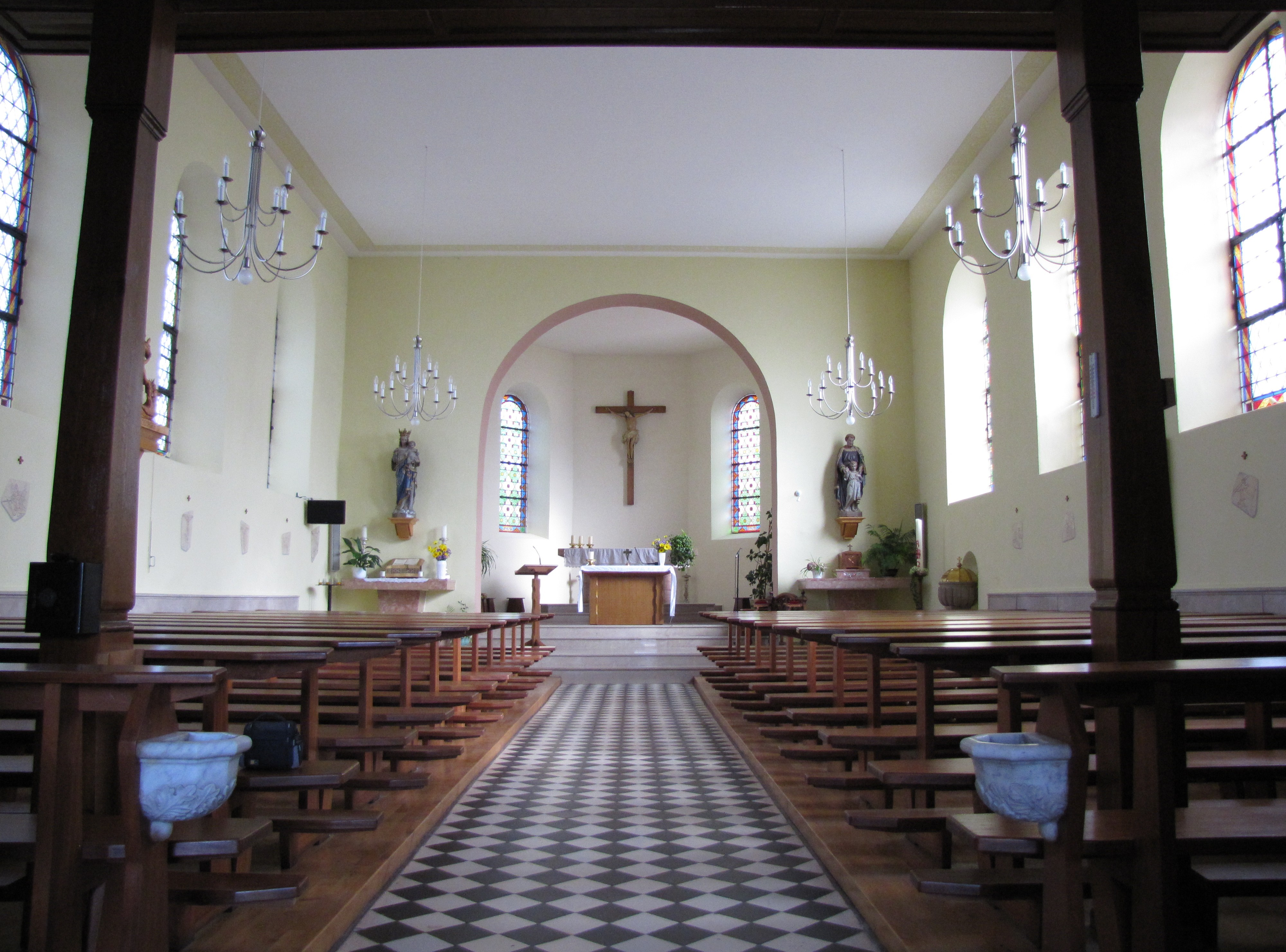
Intérieur de l'église catholique Saint-Georges de Rumersheim.